# Carmelo Bossi

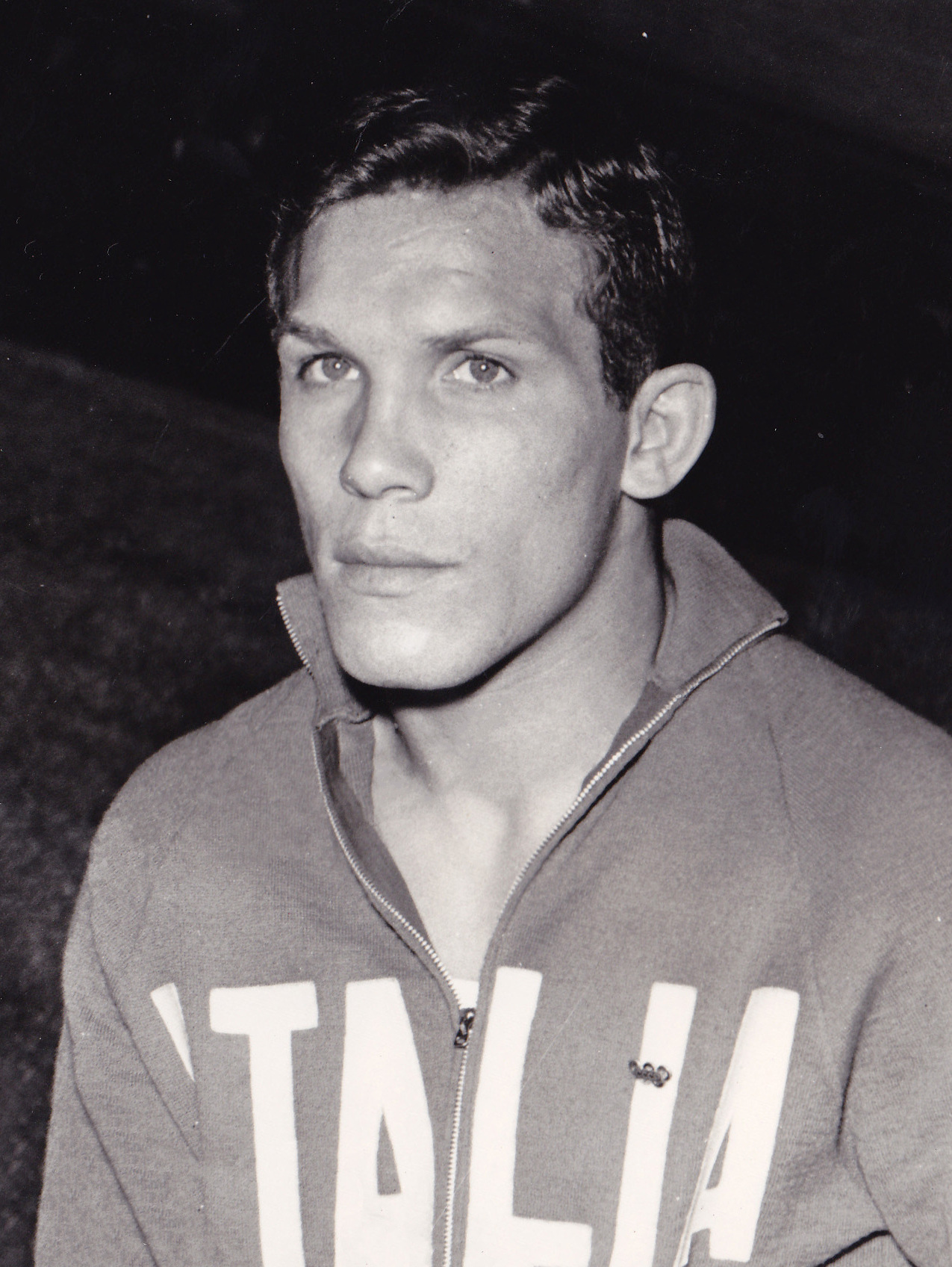
Carmelo Bossi, 1960

Carmelo Bossi (15 de octubre de 1939 - 23 de marzo de 2014) fue un boxeador italiano que celebró los títulos europeo de peso wélter y mundial de junior mediano. Bossi se dedicó al boxeo entre 1961 a 1971 y su expediente total final fue de 40 victorias (10 nocauts), 8 derrotas y 3 empates.

## Carrera amateur
- Representación de Italia en los Juegos Olímpicos de Roma de 1960. Ganó una medalla de plata en el peso mediano ligero. Los resultados fueron:
  - Derrotó a Brian Van Niekerk (Rhodesia) puntos
  - Derrotó a Pedro Votta (Uruguay) puntos
  - Derrotó a Souleymane Diallo (Francia) puntos
  - Derrotó a   William Fisher (Gran Bretaña) puntos
  - Perdió ante Wilbert McClure puntos (Estados Unidos)

## Carrera profesional
Bossi capturó la corona de peso mediano junior de American Freddie Little en una unánime decisión de 15 ronda el 9 de julio de 1970. En su última pelea, perdió su corona y fue derrotado en una polémica decisión dividida otorgado al retador japonés Koichi Wajima en Japón.